# Brachymenium turgidum
Brachymenium turgidum är en bladmossart som beskrevs av Brotherus och Hugh Neville Dixon 1908. Brachymenium turgidum ingår i släktet Brachymenium och familjen Bryaceae. Inga underarter finns listade i Catalogue of Life.